# Лажис
Лажис (порт. Lages) — муніципалітет в Бразилії, входить до складу штату Санта-Катарина. Є складовою частиною мезорегіону Серрана. Входить в економічно-статистичного мікрорегіону Кампус-ді-Лажис. Населення становить 161 583 чоловіки (станом на 2008 рік). Займає площу 2 644,313 км².
День міста — 22 листопада.

## Клімат
Громада знаходиться у зоні, котра характеризується морським кліматом. Найтепліший місяць — лютий із середньою температурою 20.3 °C (68.5 °F). Найхолодніший місяць — червень, із середньою температурою 11.1 °С (52 °F).
| Клімат Лажиса           | Клімат Лажиса | Клімат Лажиса | Клімат Лажиса | Клімат Лажиса | Клімат Лажиса | Клімат Лажиса | Клімат Лажиса | Клімат Лажиса | Клімат Лажиса | Клімат Лажиса | Клімат Лажиса | Клімат Лажиса | Клімат Лажиса |
| Показник                | Січ.          | Лют.          | Бер.          | Квіт.         | Трав.         | Черв.         | Лип.          | Серп.         | Вер.          | Жовт.         | Лист.         | Груд.         | Рік           |
| Абсолютний максимум, °C | 32,6          | 33,6          | 32,4          | 30,5          | 27,4          | 25,4          | 26,9          | 29,6          | 32,1          | 30,6          | 32            | 33,9          | 33,9          |
| Середній максимум, °C   | 26,3          | 26,3          | 24,6          | 21,5          | 19,3          | 17,2          | 17,2          | 18,1          | 19,5          | 21,3          | 23,3          | 25,1          | 21,6          |
| Середня температура, °C | 20,2          | 20,3          | 18,8          | 15,6          | 12,9          | 11,1          | 11,1          | 11,9          | 14            | 15,4          | 17,3          | 19            | 15,6          |
| Середній мінімум, °C    | 15,8          | 16,1          | 15            | 11,5          | 8,6           | 7,1           | 7,2           | 7,8           | 10,1          | 11,2          | 12,8          | 14,3          | 11,5          |
| Абсолютний мінімум, °C  | 6,8           | 7             | 3             | 0,3           | −2,4          | −4,6          | −5            | −4,8          | −2,6          | 0,2           | 3,1           | 3,2           | −5            |
| Вологість повітря, %    | 77.4          | 79.8          | 80.8          | 80.8          | 81.5          | 83.2          | 83            | 80.5          | 80.6          | 78.5          | 76.6          | 76.6          | 79.9          |
| ----------------------- | ------------- | ------------- | ------------- | ------------- | ------------- | ------------- | ------------- | ------------- | ------------- | ------------- | ------------- | ------------- | ------------- |
| Джерело: Weatherbase    |               |               |               |               |               |               |               |               |               |               |               |               |               |